# Martin Oschatz
Martin Oschatz (* 28. Mai 1987 in Radebeul) ist ein deutscher Chemiker und Inhaber des Lehrstuhls für Chemie der Materialien für Energieanwendungen an der Friedrich-Schiller-Universität Jena.

## Leben
Martin Oschatz studierte von 2006 bis 2011 Chemie an der Technischen Universität Dresden. Seine Masterarbeit mit dem Titel Gold functionalized porous carbon materials as catalysts for selected oxidation reactions schrieb er in der Arbeitsgruppe von Stefan Kaskel. Im Anschluss promovierte er zu dem Thema New routes towards nanoporous carbon materials for electrochemical energy storage and gas adsorption. Die Promotion schloss er 2015 ebenfalls in der Arbeitsgruppe von Stefan Kaskel mit summa cum laude ab. Seine Dissertation wurde 2016 mit dem H.C. Starck-Promotionspreis ausgezeichnet. 
Von 2015 bis 2016 arbeitete er, gefördert durch ein Postdoc-Stipendium des DAAD, als Postdoktorand am Debye Institute for Nanomaterials Science in Utrecht in der Arbeitsgruppe von Krijn P. de Jong.
Im Anschluss an seinen Postdoktor-Aufenthalt in den Niederlanden erhielt er im Jahr 2016 ein Liebigstipendium des Fonds der Chemischen Industrie. Von 2016 bis 2020 war er Gruppenleiter am Max-Planck-Institut für Kolloid- und Grenzflächenforschung in Potsdam.
Seit 2021 hat er den Lehrstuhl für Chemie der Materialien für Energieanwendungen an der Friedrich-Schiller-Universität Jena inne. Seit 1. April 2022 ist er Vorsitzender des GDCh Ortsverbands Jena.
Im Jahr 2022 erhielt er den ERC Starting Grant des Europäischen Forschungsrates für das Forschungsprojekt CILCat.

### Editoren-Arbeit
Seit 2018 ist Martin Oschatz Mitglied der Redaktion der Wissenschaftszeitschrift SN Applied Science des Springer Verlags. Seit 2020 ist er ebenfalls Mitglied der Redaktion von NanoSelect.

### Auszeichnungen
- 2016 – H.C. Starck PhD Award
- 2016 – Carbon Journal Prize
- 2016 – Liebigstipendium des VCI
- 2019 – Max-Buchner-Stipendium der DECHEMA

### Forschungsschwerpunkte
- Poröse Materialien und ihre Grenzflächenphänomene
- Kohlenstoffmaterialien für Energiespeicherung
- Elektrokatalyse

## Publikationen
- S. Porada, L. Borchardt, M. Oschatz, M. Bryjak, J. S. Atchison, K. J. Keesman, S. Kaskel, P. M. Biesheuvel, V. Presser: Direct prediction of the desalination performance of porous carbon electrodes for capacitive deionization. In: Energy & Environmental Science. Band 6, Nr. 12, 2013, S. 3700, doi:10.1039/c3ee42209g.
- M. Oschatz, M. Antonietti: A search for selectivity to enable CO2 capture with porous adsorbents. In: Energy & Environmental Science. Band 11, Nr. 1, 2018, S. 57–70, doi:10.1039/C7EE02110K.
- Lars Borchardt, Martin Oschatz, Stefan Kaskel: Carbon Materials for Lithium Sulfur Batteries—Ten Critical Questions. In: Chemistry – A European Journal. Band 22, Nr. 22, 23. Mai 2016, S. 7324–7351, doi:10.1002/chem.201600040.